# Aldis Gobzems

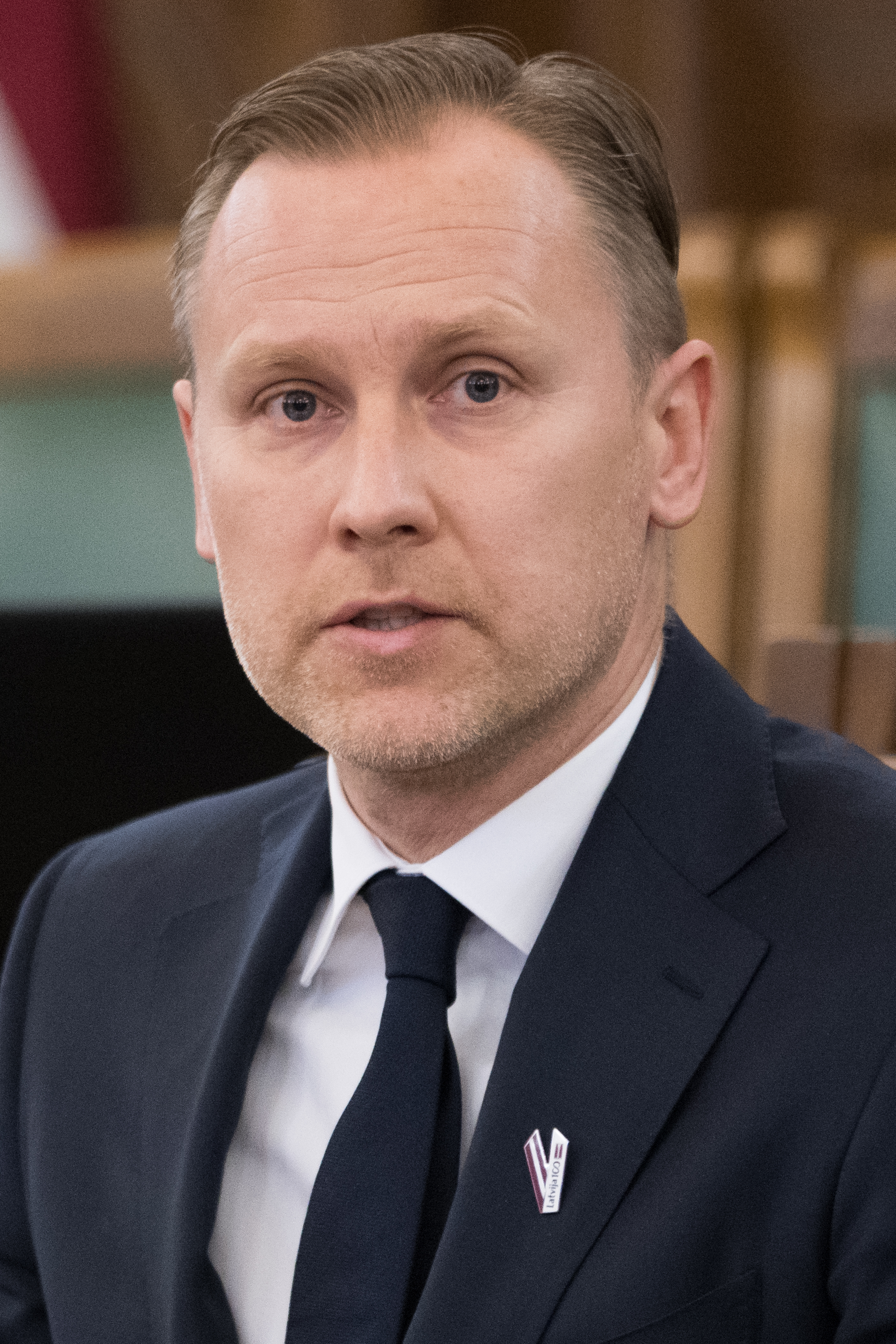
Aldis Gobzems (2018)

Aldis Gobzems (* 10. Oktober 1978) ist ein lettischer Jurist und Politiker.

## Leben
Aldis Gobzems wurde 1978 in der damaligen Lettischen SSR geboren. Nach seinem Schulabschluss absolvierte er 2003 ein Studium der Rechtswissenschaften an der Universität Lettlands. Durch die Vertretung der Opfer des Supermarkt-Einsturzes in Riga konnte er erstmals national auf sich aufmerksam machen.

### Politische Karriere
Aldis Gobzems wurde von der KPV LV bei der Parlamentswahl in Lettland 2018 als Kandidat für das Amt des Ministerpräsidenten aufgestellt. Da man auf Anhieb als zweitstärkste Kraft mit 16 Abgeordneten ins lettische Parlament (Saeima) eingezogen war, erhielt Gobzems, nachdem Jānis Bordāns damit gescheitert war, den Auftrag zur Regierungsbildung. Aber auch ihm gelang es nicht, eine Regierungsmehrheit zu erreichen. Negativ wirkte sich bei diesem Versuch auch der zeitgleiche Entzug seiner Anwaltszulassung aus.
Seine Partei trat schließlich als Juniorpartner in die Regierung Kariņš ein. Aufgrund anhaltenden Spannungen in Partei und Fraktion über diese Entscheidung, die auch von Aldis Gobzems befeuert wurden, wurde er im Februar 2019 aus beiden ausgeschlossen. Seitdem gehörte er dem Parlament als fraktionsloser Abgeordneter an.
Im Januar 2021 gehörte er zu den Mitbegründern der Partei Likums un kārtība und führt diese seitdem als einer von zwei Vorsitzenden an. Nachdem die, in Katram un katrai umbenannte, Partei bei der Parlamentswahl 2022 den Einzug ins Parlament verpasst hatte, gab Gobzems seinen Rücktritt und die Absicht die Politik gänzlich zu verlassen bekannt.

### Privates
Aldis Gobzems war seit 2015 mit Krista verheiratet. Mit seiner Ex-Frau hat er eine Tochter (* 2016) und erwartete 2018 die Geburt eines gemeinsamen Sohnes, der 2019 zur Welt kam. Im April 2021 gab Gobzems die Scheidung von seiner Frau auf Facebook bekannt.